# 2023 en France
Chronologie de la France
- 2019
- 2020
- 2021
- 2022
- 2023
- 2024
- 2025
- 2026
- 2027

Chronologie de l’Europe
- 2019
- 2020
- 2021
- 2022
- 2023
- 2024
- 2025
- 2026
- 2027

Cette page présente les faits marquants de l'année 2023 en France.
Selon l'Autorité environnementale française : « L’année 2023 a été marquée par des évènements climatiques d’une ampleur exceptionnelle jusque-là en France, entre sécheresse et inondations touchant diversement les territoires métropolitains ou ultra-marins ».

## Événements

### Janvier
- 10 janvier : le gouvernement Élisabeth Borne présente son projet de réforme des retraites.
- 16 janvier : 28e cérémonie des Lumières.
- 19 janvier : manifestations et journée de grève partout en France contre le projet de réforme des retraites, mobilisant entre 1.12 million — selon le ministère de l'Intérieur — et 2 millions — selon les syndicats organisateurs — de manifestants, ce qui en fait la plus grosse manifestation de départ d'un mouvement social en France depuis 1995 inclus selon les chiffres gouvernementaux[2] ; début du mouvement social contre la réforme des retraites en France de 2023.
- 22 et 29 janvier : élections législatives partielles dans le Pas-de-Calais, la Marne et la Charente.
- 25 au 29 janvier : festival international du film fantastique de Gérardmer.

### Février
Ce mois est marqué par une météo durablement anticyclonique sans précipitations ce qui fait craindre une nouvelle sécheresse pour la suite de l'année . Février 2023 est le quatrième mois le plus sec relevé en France depuis 1959, début de la mesure systématique de la pluviométrie en France.
- 10 février : 
  - 38e cérémonie des Victoires de la musique à Boulogne-Billancourt ;
  - grave accident de la route impliquant le comédien Pierre Palmade.
- 13 février : 2023 CX1 se désintègre dans l'atmosphère terrestre au-dessus du nord de la France, devenant le septième astéroïde découvert avant son impact sur la Terre.
- 24 février : 48e cérémonie des César à Paris.

### Mars
- 1er mars : 30e cérémonie des Victoires de la musique classique à l'Auditorium de Dijon[5].
- 7 mars : fort mouvement social contre le projet de réforme des retraites du gouvernement ; avec entre 1 280 000 (selon le ministère de l'Intérieur) et 3 500 000 (selon les syndicats) participants, il s'agit de la plus grande manifestation de protestation en France depuis la fin de la Seconde Guerre mondiale, quels que soient les chiffres retenus (dépassée uniquement par les marches républicaines des 10 et 11 janvier 2015).
- 8 mars : hommage national à Gisèle Halimi à Paris.
- 10 mars : la place des Tirailleurs-Sénégalais est inaugurée dans le 18e arrondissement de Paris[6].
- 20 mars : le projet de réforme des retraites est adopté par le parlement au moyen de l'article 49.3 de la Constitution, les deux motions de censure étant rejetées[7].
- 23 mars : neuvième journée de mobilisation nationale contre le projet de réforme des retraites, marquée par de nombreux incidents toutes les nuits du 20 au 24 mars, réunissant entre 1,089 million (selon le gouvernement) et 3,5 millions (selon les syndicats) de participants, égalant le record du 7 mars si l'on retient les chiffres syndicaux[8].
- 25 mars : une manifestation contre la mégabassine de Sainte-Soline (Deux-Sèvres) donne lieu à de violents affrontements, 2 manifestants tombent dans le coma[9].
- 26 mars : élection législative partielle dans l'Ariège.

### Avril
- 2 avril :
  - élection législative partielle dans l'Ariège (2e tour) ;
  - la Convention citoyenne sur la fin de vie remet son rapport final au gouvernement.
- 8 avril : à Marseille, l'effondrement d'un immeuble rue de Tivoli fait huit morts[10].
- 14 avril : le Conseil constitutionnel valide l’essentiel du projet de réforme des retraites[11], la loi est promulguée peu après.
- 16 et 30 avril : élections territoriales polynésiennes, remportées par le parti indépendantiste Tavini huiraatira.
- 24 avril :
  - 34e cérémonie des Molières à Paris ;
  - l'opération Wuambushu est lancée à Mayotte.

### Mai
- 16 au 27 mai : Festival de Cannes.
- 18 mai : élection présidentielle polynésienne.

### Juin
- 8 au 18 juin : 8e édition de l'Armada de Rouen.
- 8 juin : attaque au couteau à Annecy.
- 16 juin : un séisme de magnitude 5,3 touche la Charente-Maritime et les Deux-Sèvres.
- 21 juin : à Paris, l'explosion de la rue Saint-Jacques fait effondrer un immeuble, causant trois morts six blessés graves.
- 22 et 23 juin : un « sommet pour un nouveau pacte financier mondial » se réunit à Paris[12].
- 27 juin : mort de Nahel Merzouk à Nanterre et début des émeutes consécutives.
- 29 juin : le Conseil d'État confirme l'interdiction faite aux footballeuses de porter le foulard islamique[13].

### Juillet
- 1er au 23 juillet : Tour de France 2023.
- 8 juillet : disparition d'un enfant prénommé Émile au Vernet (Alpes-de-Haute-Provence).
- 20 juillet : le gouvernement Élisabeth Borne est remanié.
- 23 au 30 juillet : 2e édition du Tour de France Femmes.

### Août
- 9 août : à Wintzenheim (Haut-Rhin), onze personnes meurent dans l'incendie d'un gîte[14].
- 17 au 24 août : une canicule touche le Sud et l'Est du pays, jusqu'à 19 départements passent en vigilance rouge le 23[15] ; plusieurs records de température sont battus[16].
- 30 août : rencontres de Saint-Denis entre le président de la République et les chefs de partis[17].

### Septembre
- 2 et 3 septembre : une patiente de 49 ans bénéficie d'une greffe du larynx, via une opération de 27 h menée par l'équipe des docteurs Philippe Céruse et Lionel Badet à l'hôpital de la Croix-Rousse de Lyon ; il s'agit seulement de la quatrième greffe de larynx au monde et la première réalisée en France ; le 14 novembre la patiente recouvre l'usage de la parole, qu'elle avait perdu en 1996[18],[19].
- 8 et 9 septembre : au cours d'une vague de chaleur tardive, 14 départements sont placés en vigilance orange à la canicule, pour la première fois en septembre[20].
- 8 septembre au 28 octobre : Coupe du monde de rugby à XV 2023.
- 24 septembre : élections sénatoriales.

### Octobre
Durant la première moitié d'octobre, des températures très supérieures aux normales de saison, comparable à des températures d'un mois d'août, avec des records de chaleurs pour un mois d'octobre battus dans toute la France métropolitaine dont de très nombreux dépassant les 30°C.
Par la suite, sur la période du 18 octobre au 16 novembre 2023, la France métropolitaine connaît des précipitations record, ayant enregistré un cumul moyen de 237,3 mm, ce qui n'était jamais arrivé sur une période de 30 jours consécutifs toutes saisons confondues, et dépasse de loin le précédent record - qui était de 187,1 mm entre le 13 janvier et le 11 février 1988.
- 13 octobre : assassinat de Dominique Bernard au lycée Gambetta-Carnot d'Arras.
- 29 octobre : départ de la Transat Jacques-Vabre au Havre.

### Novembre
Dans le contexte de tensions émanant de la guerre de Gaza depuis 2023 et de l'attentat du Lycée Gambetta-Carnot, durant la deuxième moitié d'octobre et le mois de novembre la France est touchée par plusieurs centaines de fausses alertes à la bombe - 996 entre le 1er septembre et le 15 novembre - visant surtout les établissements scolaires.
- 1er novembre : ouverture de la Cité internationale de la langue française à Villers-Cotterêts (Aisne).
- 2 novembre : la tempête Ciarán frappe les régions nord-ouest, causant 3 morts, 47 blessés[25] et d’importants dégâts[26].
- 3 au 5 novembre : championnats d'Europe de judo à Montpellier.
- 4 novembre : deux jours après Ciarán, la tempête Domingos touche également la façade atlantique, causant 1 mort, 8 blessés, de nouveaux dégâts aux infrastructures électriques et la crue de plusieurs rivières du nord[27].
- À partir du 6 novembre : crues historiques dans le Pas-de-Calais.
- 6 au 16 novembre : procès du Garde des sceaux Éric Dupond-Moretti devant la Cour de justice de la République, accusé de prise illégale d'intérêts ; c'est la première fois qu'un ministre en exercice est jugé en France[28] ; le 29 novembre, il est relaxé[29].
- 12 novembre : marche contre l'antisémitisme rassemble plus de 100 000 personnes à Paris et dans d'autres villes[30].
- 15 novembre : le sénateur indépendant de Loire-Atlantique, Joël Guerriau, est placé en garde-à-vue, suspecté d'avoir drogué la députée MoDem Sandrine Josso à son issu, avec de l'ecstasy[31] ; il est placé en examen le 17 novembre pour « administration à une personne, à son insu, d’une substance de nature à altérer son discernement ou le contrôle de ses actes, afin de commettre un viol ou une agression sexuelle » et « détention et usage de substances classés comme stupéfiants »[32].
- 18-19 novembre : mort de Thomas Perotto dans une bagarre à Crépol (Drôme) ; le drame servira de prétexte pour des violences et des tentatives de ratonnades commises par l'ultradroite dans les jours suivants.
- 26 novembre : concours Eurovision Junior 2023 à Nice.
- 27 au 29 novembre : procès d'Olivier Dussopt, Ministre du Travail en exercice, devant le tribunal correctionnel de Paris, pour des soupçons de favoritisme concernant un marché public passé en 2009, lorsqu'il était maire d'Annonay[33] ; le 17 janvier 2024, alors qu'il n'est plus ministre, il est relaxé[34].

### Décembre
A l'exception des tout premiers jours, le mois de décembre 2023 est anormalement doux en France, avec très peu de gelées en plaine, et sans « caractère hivernal » d'après Météo-France.
- 2 décembre : attentat du pont de Bir-Hakeim à Paris.
- 16 décembre : 94e élection de Miss France au Zénith de Dijon en Côte-d'Or.
- 17 décembre: au cours des fortes crues qui touchent la France métropolitaine en décembre 2023, la plus grande librairie d'Europe, le Village du livre de Sablons , qui abrite 8 millions de livres anciens, est inondée ; plus d'une centaine de milliers d'ouvrages, ceux qui étaient stockés dans les sous-sols, sont détruits par l'eau[35].
- 20 décembre : le ministre de la Santé Aurélien Rousseau démissionne, pour protester contre une loi sur l'immigration votée par l'Assemblée nationale avec une majorité formée par une alliance entre une partie des députés Renaissance, Les Républicains et Rassemblement National ; Agnès Firmin-Le Bodo devient ministre par intérim.

## Environnement
2023 est la deuxième année la plus chaude jamais enregistrée en France, après 2022, avec des températures supérieures de +1.4°C par rapport aux normales de la période 1991-2020. De manière globale, 2023 a été l'année la plus chaude enregistrée au niveau mondial, avec des températures moyennes supérieures de +1.9°C à la moyenne 1991-2000. Une étude de l’Institut de santé globale de Barcelone, publiée le 12 août 2024, estime qu'en France 2374 décès ayant eu lieu en 2023 étaient imputables à la chaleur.
L'année 2023 en France est aussi caractérisée par des contrastes marqués selon la période et l'emplacement en matière de pluviométrie. Ainsi, les neuf premiers mois de l'année ont connu des conditions particulièrement sèches, le mois de février 2023 étant même le quatrième mois le plus sec enregistré depuis le début des relevés pluviométriques systématiques en France en 1959. Mais à partir de la mi-octobre 2023, les pluies abondantes ont fait leur retour. Au point que malgré le déficit en pluie la majorité de l'année, au niveau annuel les trois-quarts nord de la France métropolitaine ont fini l'année avec une pluviométrie excédentaire, variant de +20% à +31% selon les endroits, causant des inondations dans les Hauts-de-France. Cependant, le quart le plus au sud de la France métropolitaine, Corse incluse, a continué de souffrir du manque de pluie même sur cette période, et termine donc l'année avec un important déficit pluviométrique annuel de -40% à -60% selon l'endroit.
En Outre-Mer, tout au long de l'année Mayotte est frappée par une sécheresse intense, débouchant à une véritable crise de l'eau, impliquant une pénurie d'eau potable pour les individus.

## Démographie
Au 1er janvier 2024, l'INSEE recensait 68,4 millions d'habitants en France, soit +0.3% par rapport à 2022. 66,1 millions d'habitants étaient recensés en France métropolitaine, et 2.2 millions dans les cinq départements d'Outre-Mer confondus.
Cette légère augmentation de la population est due à la baisse de la mortalité. 631 000 personnes sont décédées en France en 2023, soit 6,5 % de moins qu'en 2022. La France avait connu une période de mortalité accrue, de 2020 à 2022, à cause de la pandémie de covid-19.
2023 connaît aussi une baisse historique des naissances en France. 678 000 bébés sont nés cette année. C'est 6,6 % de moins qu'en 2022, 20 % de moins que le pic de naissance de 2010, et le chiffre le plus faible depuis la Seconde Guerre mondiale. Toutes classes d'âge confondues, l'indice conjoncturel de fécondité était de 1.68 enfants par femme en 2023, soit une forte baisse par rapport à l'ICF de 2022 qui était de 1.79 enfants par femme, et encore plus par rapport à l'ICF de 2.06 enfants par femme en 2010 ; l'ICF de 2023 est égal à ceux de 1993 et 1994.
L'espérance de vie à la naissance était de 85.7 ans pour les femmes. Et celle des hommes augmente et atteint pour la première fois la barre des 80.0 ans.
En 2023, 242 000 mariages et 210 000 PACS avaient été conclus, se maintenant à un niveau élevé.
Selon une l'étude annuelle de l'INSEE publiée le 7 juillet 2025, en 2023, 9,8 millions de personnes en France, c'est-à-dire 15.4 % de la population, se trouvaient en situation de pauvreté financière. C'est-à-dire que leurs revenus mensuels étaient en-dessous du seuil de pauvreté, fixé à 60 % du revenu médian (1 288 € pour une personne seule en 2023). Ceci représente une hausse de 650 000 individus par rapport à 2022 (14.4 % de la population en 2022). Il s'agit du nombre de personnes en situation de pauvreté financière le plus élevé en France depuis que l'INSEE le mesure avec précision depuis 1996, et il est a priori comparable aux situations des crises économiques des années 1970. Les familles monoparentales et les chômeurs sont surreprésentés parmi les pauvres.